# Herman Harris Aall
Herman Johan Regnor Harris Aall, född den 22 september 1871 i Nesseby, död 1958, var en norsk jurist, författare och filosof. Han var bror till Anathon Aall.

## Biografi
Aall blev juris kandidat 1900 och praktiserade som advokat i Kristiania och som handledare i filosofi. År 1908 studerade han rättsvetenskap och sociologi i Bryssel och Berlin och blev hösten 1940 utsedd till professor i rättsvetenskap av regeringen Quisling. Aall hade blivit medlem i Nasjonal Samling 1933 och dömdes 1947 till 15 års straffarbete.
Han skrev bland annat Mere klarhed i samfundsspørgsmaal (1908), Interessen som normativ idee (1913, filosofisk gradualavhandling), varvid hans studieföremål var rättsidéernas utveckling ur filosofisk och sociologisk synpunkt, och de av första världskriget inspirerade tendensskrifterna Faren for Skandinavien (1915), Nordens skjæbne (1917) och Undervandskrigen og verdensdespotiet (1918), alla riktade mot ententen. Aall publicerade även dramerna Gesandten 1917 (svensk översättning 1920) och Guden i mænnesket (1922).